# Феррейра, Майкол
Майкол Себастьян Феррейра Соппи (исп. Maicol Sebastián Ferreira Soppi; род. 20 января 1998, Монтевидео) — уругвайский футболист, полузащитник клуба «Шериф».

## Карьера

### «Данубио»
Воспитанник футбольной академии уругвайского клуба «Данубио». В начале 2019 года футболист стал тренироваться с основной командой клуба. В феврале 2019 года футболист вместе с клубом отправился на матчи Кубка Либертадорес. Дебютный матч за клуб футболист сыграл 5 февраля 2019 года в матче против бразильского клуба «Атлетико Минейро», выйдя на замену на 82 минуте. Свой дебютный матч в чемпионате футболист сыграл 10 марта 2019 года против клуба «Ривер Плейт», выйдя на замену на 88 минуте. Однако закрепиться в основной команде клуба у футболиста не вышло, проведя за первую половину сезона всего лишь 4 матча во всех турнирах, результативными действиями не отличившись.

#### Аренда в «Вилья Эспаньолу»
В августе 2019 года футболист на правах арендного соглашения перешёл в клуб «Вилья Эспаньола» из Второго дивизиона. Дебютировал за клуб 10 августа 2019 года в матче против клуба «Суд Америка», выйдя на замену на 62 минуте. Дебютный гол за клуб футболист забил 31 августа 2019 года в матче против клуба «Серрито». Футболист быстро смог закрепиться в основной команде клуба, став одним из ключевых игроков. По итогу сезона футболист вместе с клубом занял итоговое четвёртое место в чемпионате, отправившись в раунд плей-офф, где дошёл до финала, в котором по сумме матчей уступили клубу «Рентистас». По окончании срока действия арендного соглашения футболист покинул клуб.

### «Вилья Эспаньола»
В августе 2020 года футболист перешёл в клуб «Вилья Эспаньола». Первый матч за клуб футболист сыграл 12 августа 2020 года против клуба «Альбион», выйдя на замену на 58 минуте и отличившись также первым в сезоне забитым голом, реализовав пенальти. В матче 28 ноября 2020 года против клуба «Такуарембо» отличился забитым дублем. По итогу сезона футболист вместе с клубом стал серебряным призёром чемпионата. На протяжении всего сезона футболист был одним из ключевых игроков клуба, отличившись 6 забитыми голами и 2 результативными передачами. По окончании сезона футболист покинул уругвайский клуб.

### «Рентистас»
В апреле 2021 года футболист на правах свободного агента перешёл в клуб «Рентистас». В апреле 2021 года футболист вместе с клубом отправился на матчи Кубка Либертадорес, однако первые игры провёл на скамейке запасных. Дебютировал за клуб 13 мая 2021 года в матче против бразильского клуба «Сан-Паулу», выйдя на замену на 84 минуте. Первый матч в чемпионате футболист сыграл 16 мая 2021 года против «Феникса», выйдя на поле в стартовом составе. Однако закрепиться в основной команде клуба у футболиста не вышло, который затем покинул в конце июля 2021 года.

### «Расинг» Монтевидео
В августе 2021 года футболист стал игроком столичного «Расинга». Дебютировал за клуб 16 сентября 2021 года в матче против клуба «Уругвай Монтевидео», выйдя на поле в стартовом составе. Дебютный гол за клуб футболист забил 28 октября 2021 года в матче против клуба «Сентраль Эспаньол». По итогу сезона футболист вместе с клубом стал бронзовым призёром чемпионата, отправившись в раунд плей-офф на повышение в классе, где в финале по сумме матчей проиграли клубу «Дефенсор Спортинг». На протяжении сезона футболист был в клубе одним из основных игроков, отличившись своим единственным забитым голом.
Новый сезон футболист начал с матча 20 марта 2022 года против клуба «Сентраль Эспаньол», выйдя на поле на 86 минуте. Первым забитым голом в сезоне футболист отличился 22 июля 2022 года в матче против клуба «Мирамар Мисьонес». На протяжении всего сезона футболист был в клубе одним из основных игроков уругвайского клуба, вместе с которым стал победителем чемпионата. Всего за сезон футболист отличился 5 забитыми голами и результативной передачей. По окончании срока действия контракта футболист покинул клуб.

### «Феникс» Монтевидео
В январе 2023 года футболист перешёл в столичный «Феникс». Дебютировал за клуб 7 февраля 2023 года в матче против клуба «Дефенсор Спортинг», выйдя на поле в стартовом составе и отличившись дебютным забитым голом, реализовав пенальти. В матче 29 октября 2023 года в рамках Кубка Уругвая против клуба «Такуарембо» футболист отличился забитым дублем. На протяжении сезона футболист был одним из основных игроков уругвайского клуба, отличившись 6 забитыми голами и 3 результативными передачами во всех турнирах. По окончании срока действия контракта футболист покинул клуб.

### «Шериф»
В январе 2024 года появилась информация, что футболист перейдёт в молдавский «Шериф». Вскоре футболист прибыл в распоряжение молдавского клуба, с которым официально подписал контракт. Дебютировал за клуб футболист 3 марта 2024 года в четвертьфинальном матче Кубка Молдавии против кишинёвской «Виктории», выйдя на поле в стартовом составе. Первый матч в чемпионате за клуб футболист сыграл 9 марта 2024 года против клуба «Дачия-Буюкань», выйдя на замену на 78 минуте.

## Достижения
«Расинг» Монтевидео
- Победитель Второго дивизиона: 2022